# Jacek Sasin

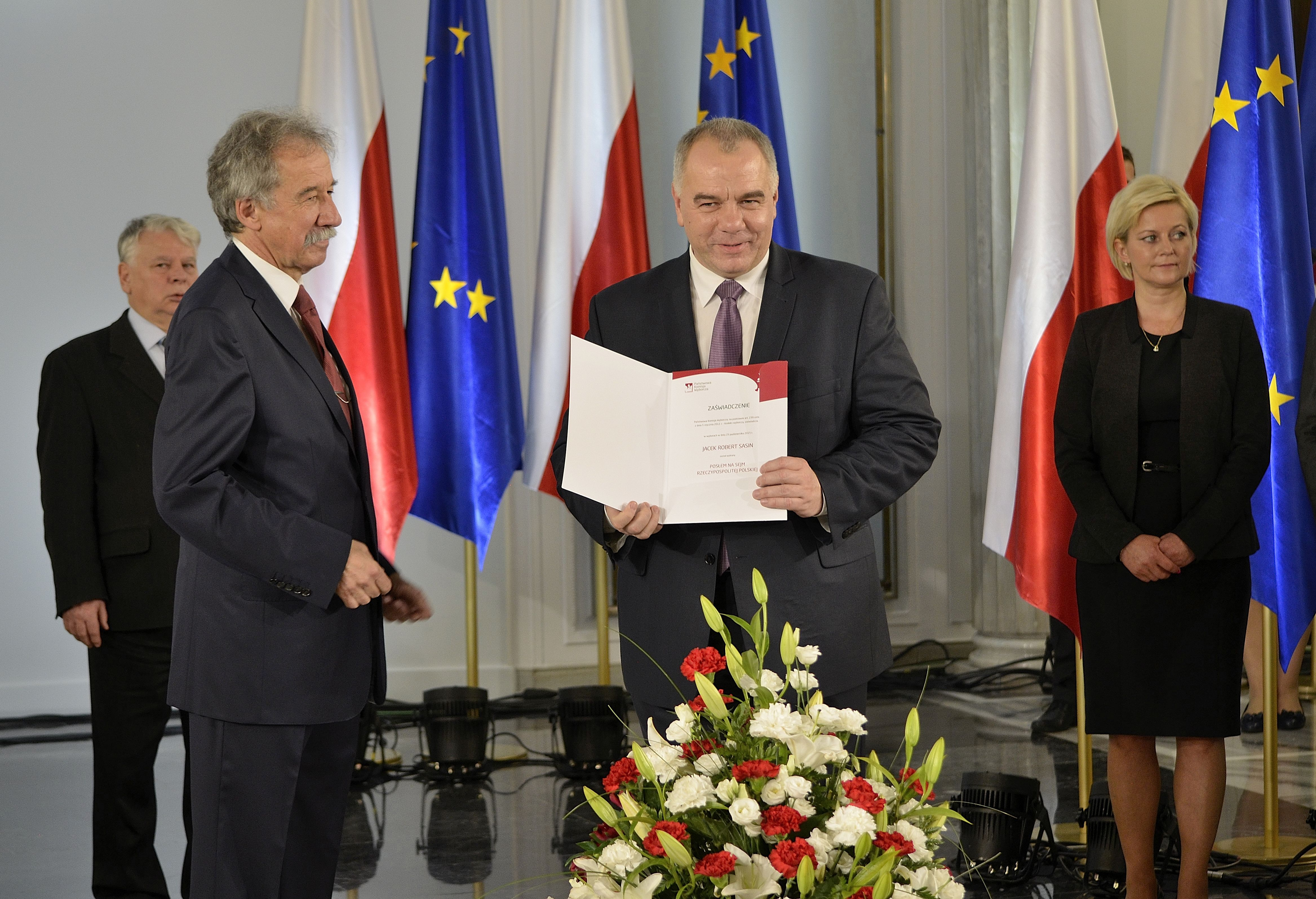
Jacek Sasin odbierający z rąk przewodniczącego Państwowej Komisji Wyborczej Wojciecha Hermelińskiego zaświadczenie o wyborze na posła VIII kadencji Sejmu (2015)

Jacek Robert Sasin (ur. 6 listopada 1969 w Warszawie) – polski polityk i urzędnik samorządowy.
Poseł na Sejm VII, VIII, IX i X kadencji. W 2007 wojewoda mazowiecki, w latach 2009–2010 zastępca szefa Kancelarii Prezydenta RP, w latach 2018–2019 sekretarz stanu w Kancelarii Prezesa Rady Ministrów, w latach 2019–2023 wiceprezes Rady Ministrów oraz minister aktywów państwowych.

## Życiorys
Syn Wojciecha, tokarza, i Ireny, pracownicy biurowej. Został absolwentem XX Liceum Ogólnokształcącego im. Bolesława Chrobrego w Warszawie. W 1988 rozpoczął studia na kierunku historia na Wydziale Historycznym Uniwersytetu Warszawskiego; tytuł zawodowy magistra uzyskał w 1998 na podstawie pracy magisterskiej Piłsudczyków obraz i wizja ustroju politycznego Polski w latach 1923–1935, której promotorem był Andrzej Garlicki. Od 1995 do 1998 był zatrudniony w Fundacji „Polsko-Niemieckie Pojednanie”, następnie do 2004 w Urzędzie do Spraw Kombatantów i Osób Represjonowanych jako dyrektor departamentu. Później pracował w administracji miejskiej w Warszawie, pełniąc kolejno funkcje kierownika urzędu stanu cywilnego i zastępcy burmistrza dzielnicy Śródmieście.
10 stycznia 2006 objął urząd I wicewojewody mazowieckiego, 1 lutego 2007 został pełniącym obowiązki wojewody, a 15 lutego tego samego roku powołano go na stanowisko wojewody mazowieckiego w rządzie Jarosława Kaczyńskiego. W marcu 2007 wydał zarządzenie zastępcze wygaszające mandat prezydent m.st. Warszawy Hanny Gronkiewicz-Waltz w związku z nieterminowym w jego ocenie złożeniem przez nią oświadczenia majątkowego jej męża.
W przedterminowych wyborach w 2007 bez powodzenia kandydował do Senatu z ramienia Prawa i Sprawiedliwości. 29 listopada 2007 odwołano go ze stanowiska wojewody, od grudnia 2007 był doradcą prezydenta Lecha Kaczyńskiego. 26 listopada 2009 został zastępcą szefa Kancelarii Prezydenta RP. 6 lipca 2010 na własny wniosek został odwołany z tego stanowiska. W wyborach samorządowych w 2010 został radnym sejmiku województwa mazowieckiego z ramienia PiS. Powołano go również na burmistrza dzielnicy Pragi-Północ, ostatecznie nie objął tej funkcji. W grudniu 2010 został p.o. prezesa Przedsiębiorstwa Gospodarki Komunalnej w Ząbkach, a w 2011 objął funkcję doradcy burmistrza Wołomina Ryszarda Madziara.
W 2011 został kandydatem Prawa i Sprawiedliwości w wyborach parlamentarnych w okręgu podwarszawskim i uzyskał mandat poselski, otrzymując 29 134 głosy. W 2014 był kandydatem Prawa i Sprawiedliwości w wyborach samorządowych 2014 na urząd prezydenta Warszawy, przegrywając w drugiej turze głosowania z Hanną Gronkiewicz-Waltz.
W 2015 z powodzeniem ubiegał się o poselską reelekcję (dostał 43 250 głosów). W 2017 znalazł się w gronie autorów poselskiego projektu nowelizacji ustawy warszawskiej, który zakładał m.in. przyłączenie do Warszawy 32 okolicznych gmin, jednak z pominięciem Podkowy Leśnej, co według niego miało wynikać z błędu. Ostatecznie projekt został wycofany.
9 stycznia 2018 został powołany na stanowiska sekretarza stanu w Kancelarii Prezesa Rady Ministrów oraz przewodniczącego Komitetu Stałego Rady Ministrów. 4 czerwca 2019 powołany na urząd wiceprezesa Rady Ministrów w rządzie Mateusza Morawieckiego, krótko pełnił również stanowisko sekretarza Rady Ministrów.
W wyborach w 2019 był liderem listy PiS w okręgu chełmskim. Ponownie uzyskał mandat poselski, otrzymując 91 241 głosów. 15 listopada 2019 został powołany na urzędy wicepremiera oraz ministra aktywów państwowych w drugim gabinecie dotychczasowego premiera.
W maju 2021 Najwyższa Izba Kontroli złożyła zawiadomienie o możliwości popełnienia przestępstwa nadużycia uprawnień przez Jacka Sasina w związku z przygotowaniami do przeprowadzenia pierwszych wyborów prezydenckich w 2020 z wykorzystaniem głosowania korespondencyjnego; prokurator w tym samym roku odmówił wszczęcia postępowania. Śledztwo w sprawie organizacji wyborów, po zawiadomieniu od osoby prywatnej i po postępowaniu sprawdzającym, zostało wszczęte jeszcze w 2020 przez Ewę Wrzosek z Prokuratury Rejonowej Warszawa-Mokotów, jednak jeszcze w tym samym dniu zostało umorzone przez innego prokuratora.
Funkcję wiceprezesa Rady Ministrów pełnił do 21 czerwca 2023; ustąpił razem z innymi wicepremierami w związku z ponownym wejściem Jarosława Kaczyńskiego do rządu. W wyborach w 2023 utrzymał mandat poselski na kolejną kadencję, kandydując jako lider listy PiS w okręgu podlaskim i otrzymując 59 490 głosów. 27 listopada 2023 zakończył pełnienie funkcji ministra. W Sejmie X kadencji zasiadł w Komisji Finansów Publicznych.

## Życie prywatne
Żonaty, ma syna Radosława. Wystąpił w filmie dokumentalnym pt. Mgła (2011) o katastrofie smoleńskiej. Mieszka w Ząbkach.